# Peter Duffy
Peter Duffy (Syracuse, ...) è un giornalista e scrittore statunitense.

## Biografia
Dopo aver completato gli studi all'Università di Pittsburgh ha iniziato la carriera di giornalista freelance scrivendo per testate di New York. La sua attività di scrittore ebbe inizio nel 2003 con la pubblicazione del libro The Bielski Brothers: The True Story of Three Men Who Defied the Nazis che racconta la storia dei fratelli Bielski, tradotto in lingua italiana nel 2014 con il titolo Il piccolo villaggio dei sopravvissuti. Oltre che in italiano il libro è stato tradotto in francese, giapponese, ebraico, tedesco, cinese, portoghese, polacco, svedese, russo e norvegese.
Continuando la sua professione di giornalista ha scritto altri due libri dal titolo The Killing of Major Denis Mahon: A Mystery of Old Ireland nel 2007 e Double Agent: The First Hero of World War II and How the FBI Outwitted and Destroyed a Nazi Spy Ring nel 2014.

## Opere
- The Bielski Brothers: The True Story of Three Men Who Defied the Nazis, HarperCollins, 2003
- The Killing of Major Denis Mahon: A Mystery of Old Ireland, HarperCollins, 2007
- Double Agent: The First Hero of World War II and How the FBI Outwitted and Destroyed a Nazi Spy Ring, Scribner, 2014